# Аґнюс Янкявічюс
Аґнюс Янкявічюс (лит. Agnius Jankevičius; нар. 3 грудня 1979, Скапишкіс, Купишкіський район, Паневежиський повіт) — литовський театральний режисер та актор.

## Життєпис
Аґнюс Янкявічюс народився 3 грудня 1979 року в Скапишкісі. Навчався на філософському факультеті Литовського університету освітніх наук у 1997–1998 роках.
У 2005 році закінчив режисерський факультет Литовської академії музики та театру (керівник Йонас Вайткус).

## У театрі
- 2008 — «Мізантроп» Мольєр;
- 2006 — «Привиди», Генрік Ібсен;
- 2006 — «Барбора Радвілайте» Ю.Грушас;
- 2006 — «Самогубець» Микола Ердман;
- 2005 — «Млин Балтарагіса», К.Борута;
- 2010 — «Поховайте мене за плінтусом», Павло Санаєв[1].
- 2013 — «Метод Гренгольм», Жорді Галсеран, Російський драматичний театр Литви;
- 2016 — «Лід», Володимир Сорокін, Російський драматичний театр Литви;
- 2017 — «Ана Кареніна», Лев Толстой. Російський драматичний театр імені М. Горького (м. Астана, Казахстан).
- 2017 — «Книга самураїв»

## У кіно
- 2012 — «Іду пити» (Einu gert) — короткометражка